# Maria Bello
Maria Elena Bello (Norristown, 18 april 1967) is een Amerikaanse actrice. Ze werd genomineerd voor Golden Globes voor haar rollen in The Cooler en A History of Violence. Meer dan vijftien filmprijzen van andere festivals schreef ze op haar naam.
Bello studeerde politieke wetenschappen aan de Villanova University toen ze als hobby acteerlessen nam. Dit beviel haar dermate goed dat haar plannen om advocaat te worden in de koelkast verdwenen.
Na een klein rolletje in haar filmdebuut Maintenance (1992) speelde ze enkele gastrolletjes in televisieseries totdat ze haar eerste vaste rol te pakken had als het vrouwelijke hoofdpersonage in de actieserie Mr. & Mrs. Smith (1996). Hoewel de serie al na één seizoen kopje onder ging, kon Bello meteen verder als Dr. Anna Del Amico in de ziekenhuisserie ER (1997-98).
Nog voor het einde van de 20ste eeuw speelde Bello naast Ben Stiller in Permanent Midnight en naast Mel Gibson in Payback, om zich na de millenniumwisseling te manifesteren als voltijd filmactrice. In 2017 voegde ze zich bij de reguliere cast van NCIS.
Bello kreeg op 1 maart 2001 haar eerste kind, Jackson Blue, samen met screenwriter/producent Dan McDermott. De twee vormen geen stel meer. Op 29 november 2013 vertelde ze in een column in The New York Times dat ze op vrouwen valt en al tijden een relatie heeft met haar vriendin Claire.

## Filmografie
| - Giant Little Ones (2018) - Better Start Running (2018) - Every Day (2018) - In Search of Fellini (2017) - Max Steel (2016) - The Late Bloomer (2016) - The Journey Is the Destination (2016) - Wait Till Helen Comes (2016) - Lights Out (2016) - The Confirmation (2016) - The 5th Wave (2016) - Strings (2015) - Demonic (2015) - McFarland, USA (2015) - Third Person (2013) - Prisoners (2013) - Grown Ups 2 (2013) - Carjacked (2011) - Abduction (2011) - Beautiful Boy (2010) - Grown Ups (2010) - The Company Men (2010) - The Private Lives of Pippa Lee (2009) - The Mummy: Tomb of the Dragon Emperor (2008) - Downloading Nancy (2008) | - The Yellow Handkerchief (2008) - The Jane Austen Book Club (2007) - Towelhead (2007) - Butterfly on a Wheel (2007) - Flicka (2006) - World Trade Center (2006) - Thank You for Smoking (2005) - A History of Violence (2005) - The Dark (2005) - The Sisters (2005) - Assault on Precinct 13 (2005) - Silver City (2004) - Secret Window (2004) - Nobody's Perfect (2004) - The Cooler (2003) - 100 Mile Rule (2002) - Auto Focus (2002) - China: The Panda Adventure (2001) - Duets (2000) - Coyote Ugly (2000) - Sam the Man (2000) - Payback (1999) - Permanent Midnight (1998) - Maintenance (1992) |

## Televisieseries
*Exclusief eenmalige gastrollen
- NCIS – Jack Sloane (2017−2021, 73 afleveringen)
- Goliath – Michelle McBride (2016, acht afleveringen)
- Touch – Lucy Robbins (2012−2013, tien afleveringen)
- Prime Suspect – Jane Timoney (2010−2011, dertien afleveringen)
- Law & Order: Special Victims Unit – Vivian Arliss (2010, twee afleveringen)
- ER – Anna Del Amico (1997−1998, 25 afleveringen)
- Mr. & Mrs. Smith – Mrs. Smith (1996−1997, dertien afleveringen)

- Bibsys: 6044325
- Biblioteca Nacional de España: XX1232910
- Bibliothèque nationale de France: cb14045589q (data)
- Catàleg d'autoritats de noms i títols de Catalunya: 981058518466406706
- Gemeinsame Normdatei: 137808291
- International Standard Name Identifier: 0000 0001 1473 0993
- Library of Congress Control Number: no2002021917
- MusicBrainz: c1862170-33fe-4532-bcc1-7292cdc04ab1
- Nationale Bibliotheek van Tsjechië: xx0046848
- Nationale Bibliotheek van Israël: 987007452562005171
- Nationale Bibliotheek van Polen: a0000001612923
- Istituto Centrale per il Catalogo Unico: TSAV330591
- SNAC: w67403z5
- Système universitaire de documentation: 117550450
- Virtual International Authority File: 56811973
- WorldCat: E39PBJqFPMDWv4FPgD7xbkHBfq